# Jura (departament)
El Jura (39) és un departament francès a la regió de Borgonya-Franc Comtat. El departament del Jura és un dels vuitanta-tres departaments originals creats durant la Revolució Francesa, el 4 de març de 1790 (en aplicació de la llei del 22 de desembre de 1789). Va ser creat a partir d'una part de l'antiga província del Franc Comtat. L'1 de gener de 2016, la regió del Franc Comtat, de la qual formava part el departament, es va fusionar amb la regió de Borgonya  per convertir-se en la nova regió administrativa Borgonya-Franc Comtat. Les principals atribucions del consell departamental són votar el pressupost del departament i escollir d'entre els seus membres una comissió permanent, formada per un president i diversos vicepresidents, que serà l'executiu del departament. El president del Consell departamental és Clément Pernot (LR), que ocupa aquest càrrec des de 2015.